# Grausame Töchter
Grausame Töchter est un groupe allemand d'electropunk, originaire de Hambourg.

## Histoire
Le groupe est formé en 2009 à Hambourg. Parmi les membres fondateurs, on trouve Aranea Peel (chant) et Gregor Hennig (batterie, mixage en studio). Depuis 2010, le groupe se produit également en concert. En raison des éléments BDSM de la représentation,, les concerts sont généralement soumis à une limite d'âge, ce qui signifie que les spectateurs doivent avoir au moins 18 ans. Outre les membres du groupe, plusieurs invitées, généralement des femmes, se produisent régulièrement sur scène, que ce soit en tant que chanteuses ou musiciennes ou dans le cadre de performances artistiques.
Le 19 mars 2016, le groupe se produit au club VooDoo de Varsovie en tant que tête d'affiche lors d'une édition spéciale de la Gothic Fetish Party. Ils jouent à Hanovre en 2023.

## Style musical
Le style musical de Grausame Töchter est difficile à cerner, car de nombreux éléments ont été intégrés dans la musique. Parmi ceux-ci, on trouve la techno, la futurepop, l'EBM, la musique industrielle, le punk rock, la dark wave, le trip hop, mais aussi la chanson, le tango, la polka et la valse. Les textes sont composés de mots parlés, de voix parlées et d'éléments chantés de manière classique en soprano. Dans d'autres morceaux, le chant est déformé électroniquement.
Le nombre d'instruments utilisés est tout aussi important. Le groupe ne se compose pas d'une formation rigide, que ce soit en live ou en studio. Alors que le premier album contenait encore principalement des éléments électroniques, différents musiciens invités se sont retrouvés sur scène dès les premiers concerts, certains n'ayant fait partie de la formation que lors de certaines tournées ou pendant plusieurs années. Les instruments utilisés sur scène et en studio sont, outre les synthétiseurs, les instruments classiques d'un groupe de rock, à savoir la batterie, la basse et la guitare, mais aussi le piano, le violoncelle, la trompette, l'accordéon, etc.

## Textes
Les textes des morceaux traitent du sado-masochisme, de l'homosexualité, des sociopathes, des fantasmes de violence et des abîmes de la société. Le groupe se distingue des projets de la scène dark wave qui semblent à première vue similaires par un spectre d'expression plus large, une exagération et une théâtralité en forme de clin d'œil. Le cinquième album du groupe (Engel im Rausch) contient en outre pour la première fois des reprises de deux morceaux de Neue Deutsche Welle : Goldener Reiter, de Joachim Witt dans sa version originale, et Rosemarie de Hubert Kah.

## Concept audiovisuel
Outre les éléments de danse et d'art de la performance, des films produits par le groupe lui-même et projetés sur un écran à l'aide d'un vidéoprojecteur jouent un rôle dans les concerts. Le groupe produit également régulièrement des vidéos musicales pour ses morceaux. La chanteuse Aranea Peel est également photographe.

## Discographie
- 2011 : Mein Eigentliches Element (Scanner / Dark Dimensions)
- 2012 : Alles für Dich (Scanner / Dark Dimensions)
- 2014 : Glaube, Liebe, Hoffnung (Scanner / Dark Dimensions)
- 2016 : Vagina Dentata (Scanner / Dark Dimensions)
- 2018 : Engel im Rausch (Scanner / Broken Silence)
- 2021 : Zyklus (Scanner / Dark Dimensions), limitierte Bonus-CD: Aranea Peel singt klassische deutsche Chansons
- 2023 : BDSM for Satisfaction (Scanner / Dark Dimensions)

## Projets annexes
Parallèlement à son activité au sein des Grausame Töchter, Aranea Peel s'est produite à plusieurs reprises sur scène avec des musiciens d'orchestre dans le cadre d'un projet de chansons. Dans ce cadre, ainsi que lors de certains concerts des Grausame Töchter, le trompettiste Michael Gross du Berliner Ensemble, entre autres, s'est produit Dans le cadre de ce projet, des œuvres sont réalisées, entre autres. des reprises de pièces telles que Jenny des corsaires (Bertolt Brecht, Kurt Weill) et Ich weiß nicht, zu wem ich gehöre, un morceau écrit par Friedrich Hollaender pour le film Stürme der Leidenschaft et interprété pour la première fois par Anna Sten. Des enregistrements studio de ces morceaux ont été publiés en tant que CD bonus limité avec l'album Cycle des Grausame Töchter, sorti en 2021.